# Alloxylon wickhamii
Alloxylon wickhamii är en tvåhjärtbladig växtart som först beskrevs av W. Hill & F. Müll., och fick sitt nu gällande namn av Peter Henry Weston och M.D. Crisp. Alloxylon wickhamii ingår i släktet Alloxylon och familjen Proteaceae. Inga underarter finns listade i Catalogue of Life.